# روث جبريل
روث جبريل (بالإسبانية: Ruth Gabriel)‏ هي ممثلة إسبانية، ولدت في 10 يوليو 1975 بسان فرناندو في إسبانيا. من الجوائز التي نالتها Goya Award for Best New Actress ‏ سنة 1994.

## جوائز
- Goya Award for Best New Actress [الإنجليزية]‏ (1994)

## وصلات خارجية
- روث جبريل على موقع IMDb (الإنجليزية)
- روث جبريل على موقع ألو سيني (الفرنسية)
- روث جبريل على موقع أول موفي (الإنجليزية)
- روث جبريل على موقع قاعدة بيانات الفيلم (الإنجليزية)
- روث جبريل على موقع كينوبويسك (الروسية)